# Buch in Tirol
Buch in Tirol (fino al 29 giugno 2010 Buch bei Jenbach) è un comune austriaco di 2 536 abitanti nel distretto di Schwaz, in Tirolo.